# Bell Challenge 1994
Il Bell Challenge 1994 è stato un torneo di tennis giocato sul sintetico indoor. È stata la 2ª edizione del Bell Challenge, che fa parte della categoria Tier III nell'ambito del WTA Tour 1994. Si è giocato al PEPS sport complex di Québec in Canada, dal 31 ottobre al 6 novembre 1994.

## Campionesse

### Singolare
Katerina Maleeva ha battuto in finale  Brenda Schultz con il punteggio di 6–3, 6–3

### Doppio
Elna Reinach /  Nathalie Tauziat hanno battuto in finale  Chanda Rubin /  Linda Wild con il punteggio di 6–4, 6–3